# Mathias Nikolic
Mathias Nikolic (* 2. Februar 1991 in Wien) ist ein ehemaliger österreichischer Handballspieler.

## Karriere
Nikolic begann 2002 beim Handballclub Fivers Margareten Handball zu spielen. Bereits im Alter von 17 Jahren debütierte der Wiener in der Handball Liga Austria. Seit der Saison 2009/10 wird der gelernte Rückraumspieler regelmäßig in der ersten Mannschaft eingesetzt. Mit dem Handballclub Fivers Margareten gewann er 2011, 2016 und 2018 die Österreichische Meisterschaft. Außerdem konnte Nikolic 2012, 2013, 2015, 2016 und 2017 den ÖHB-Cup gewinnen. Während er 2013/14 vorwiegend in der Handball Bundesliga Austria eingesetzt wurde, verlagerte sich der Fokus in der Saison 2014/15 wieder auf die erste Liga. Dort wird der 1,81 Meter große Rechtshänder, seither vorwiegend Linksaußen eingesetzt. Im Mai 2015 verlängerte Nikolic seinen Vertrag um zwei weitere Jahre. Im März 2020 wurde der Rückraumspieler von der Union St. Pölten für den Abstiegskampf in der Spusu Challenge verpflichtet. Für die Saison 2020/21 wurde Nikolic von Union Leoben für die spusu Challenge verpflichtet. 2022 beendete Nikolic seine Karriere.

## Sonstiges
Neben seiner Karriere als Handballer studiert Nikolic Mathematik und Sport an der PH Wien.
Sein Bruder Lukas Nikolic spielt ebenfalls Handball und läuft aktuell für den UHK Krems auf.

## Saisonbilanzen

### HLA
| Saison    | Verein                         | Spielklasse | Tore | 7-Meter | Feldtore |
| --------- | ------------------------------ | ----------- | ---- | ------- | -------- |
| 2009/10   | Handballclub Fivers Margareten | HLA         | 4    | 0/0     | 4        |
| 2010/11   | Handballclub Fivers Margareten | HLA         | 2    | 0/0     | 2        |
| 2011/12   | Handballclub Fivers Margareten | HLA         | 13   | 0/0     | 13       |
| 2012/13   | Handballclub Fivers Margareten | HLA         | 15   | 0/0     | 15       |
| 2013/14   | Handballclub Fivers Margareten | HLA         | 36   | 0/0     | 36       |
| 2014/15   | Handballclub Fivers Margareten | HLA         | 37   | 0/0     | 37       |
| 2015/16   | Handballclub Fivers Margareten | HLA         | 49   | 0/0     | 49       |
| 2016/17   | Handballclub Fivers Margareten | HLA         | 48   | 0/0     | 48       |
| 2017/18   | Handballclub Fivers Margareten | HLA         | 44   | 0/0     | 44       |
| 2018/19   | Handballclub Fivers Margareten | HLA         | 59   | 0/0     | 59       |
| 2009–2019 | gesamt                         | HLA         | 307  | 0/0     | 307      |

### HBA
| Saison    | Verein                         | Spielklasse | Tore | 7-Meter | Feldtore |
| --------- | ------------------------------ | ----------- | ---- | ------- | -------- |
| 2013/14   | Handballclub Fivers Margareten | HBA         | 81   | 0/0     | 81       |
| 2014/15   | Handballclub Fivers Margareten | HBA         | 5    | 0/0     | 5        |
| 2013–2015 | gesamt                         | HBA         | 86   | 0/0     | 86       |

## Erfolge
- 3× Österreichischer Meister 2010/11, 2015/16, 2017/18
- 5× Österreichischer Pokalsieger 2011/12, 2012/13, 2014/15, 2015/16, 2016/17